# UFC 300
UFC 300: Pereira vs. Hill – jubileuszowa, trzysetna gala mieszanych sztuk walki organizacji Ultimate Fighting Championship, która odbyła się 13 kwietnia 2024, w T-Mobile Arena w Paradise w stanie Nevada. 
W walce wieczoru o mistrzostwo UFC w wadze półciężkiej zmierzyli się: aktualny mistrz Alex Pereira z byłym mistrzem Jamahalem Hillem, zaś drugą walką wieczoru było starcie mistrzyni UFC w wadze słomkowej Zhang Weili z pretendentką - Xiaonan Yan.

## Wyniki gali
Walka Wieczoru:
- Walka o pas mistrzowski UFC w kategorii półciężkiej:  Alex Pereira –  Jamahal Hill

Zwycięstwo Pereiry przez KO w 1 rundzie
Karta Główna:
- Walka o pas mistrzyni UFC w kategorii słomkowej:  Zhang Weili –  Xiaonan Yan

Zwycięstwo Weili przez jednogłośną decyzję sędziów
- Walka o pas mistrzowski BMF (Baddest Motherfucker) w kategorii lekkiej:  Justin Gaethje –  Max Holloway

Zwycięstwo Hollowaya przez KO w 5 rundzie
- Walka w kategorii lekkiej:  Arman Carukjan –  Charles Oliveira

Zwycięstwo Carukjana przez niejednogłośną decyzję sędziów (28–29, 2x29–28)
- Walka w kategorii średniej:  Cody Brundage –  Bo Nickal

Zwycięstwo Nickala przez poddanie w 2 rundzie

Karta Wstępna:
- Walka w kategorii półciężkiej:  Aleksandar Rakić –  Jiří Procházka

Zwycięstwo Procházki przez TKO w 2 rundzie
- Walka w kategorii piórkowej:  Calvin Kattar –  Aljamain Sterling

Zwycięstwo Sterlinga przez jednogłośną decyzję sędziów
- Walka kobiet w kategorii koguciej:  Kayla Harrison –  Holly Holm

Zwycięstwo Harrison przez poddanie w 2 rundzie
- Walka w kategorii piórkowej:  Diego Lopes –  Sodiq Yusuff

Zwycięstwo Lopesa przez TKO w 1 rundzie
- Walka w kategorii lekkiej:  Renato Moicano –  Jalin Turner

Zwycięstwo Moicano przez TKO w 2 rundzie
- Walka kobiet w kategorii słomkowej:  Jéssica Andrade –  Marina Rodriguez

Zwycięstwo Andrade przez niejednogłośną decyzję sędziów (28–29, 2x29–28)
- Walka w kategorii lekkiej:  Bobby Green –  Jim Miller

Zwycięstwo Greena przez jednogłośną decyzję sędziów
- Walka w kategorii koguciej:  Deiveson Figueiredo –  Cody Garbrandt

Zwycięstwo Figueiredo przez poddanie w 2 rundzie

## Nagrody bonusowe
Prezes UFC - Dana White podczas konferencji prasowej przed galą UFC 300 poinformował, że wysokość bonusów przy okazji tej imprezy wzrośnie aż sześciokrotnie. Kwota zwiększyła się zatem z 50 do 300 tysięcy USD.
- Walka wieczoru →  Justin Gaethje –  Max Holloway
- Występ wieczoru →  Max Holloway i  Jiří Procházka